# Mehring (Bajorország)
Mehring település Németországban, azon belül Bajorországban. Lakosainak száma 2416 fő (2023. december 31.). Mehring Burgkirchen an der Alz és Burghausen községekkel határos.

## Népesség
A település népessége az elmúlt években az alábbi módon változott:
| Lakosok száma | 772  | 1377 | 1527 | 1857 | 2248 | 2328 | 2473 | 2488 | 2411 | 2416 |
|               | 1875 | 1950 | 1975 | 1987 | 2012 | 2014 | 2016 | 2017 | 2021 | 2023 |